# Nestoras Mitidis
Nestoras Mitidis (Grieks: Νέστωρας Μυτίδης; Larnaca, 1 juni 1991) is een Cypriotisch voetballer die doorgaans speelt als spits. In juli 2025 verliet hij AEZ Zakakiou. Mitidis maakte in 2010 zijn debuut in het Cypriotisch voetbalelftal.

## Clubcarrière
Mitidis speelde vanaf 2005 in de jeugdopleiding van AEK Larnaca. Voor die club zou hij later ook zijn debuut maken, toen op 30 augustus 2010 in eigen huis met 1–2 verloren werd van Omonia Nicosia. De spits mocht van coach Ton Caanen acht minuten voor het einde van het duel invallen. Drie maanden later, op 13 november 2010, speelde AEK in eigen huis tegen Ermis Aradippou. Na een uur spelen stond de thuisclub met 0–1 achter. Goals van Kevin Hofland en Mitidis zouden AEK echter de overwinning bezorgen. Voor de Cypriotische spits betekende dit zijn eerste professionele doelpunt. In het seizoen 2013/14 kreeg Mitidis een vaste basisplaats en in drieëndertig competitiewedstrijden zou hij tot tien doelpunten komen. Het seizoen erna vond hij opnieuw tienmaal het net, maar nu had hij er zeventien wedstrijden voor nodig.
In de zomer van 2016 verliet Mitidis Larnaca; hij zette zijn handtekening onder een tweejarige verbintenis bij Roda JC, waar Caanen inmiddels technisch directeur was. Op 31 januari 2017 werd Mitidis tot het einde van het seizoen verhuurd aan zijn oude club AEK Larnaca. Na dit halfjaar op huurbasis, keerde hij in de zomer van 2017 definitief terug bij zijn oude club. Na een halfjaar werd hij tot het einde van het seizoen verhuurd aan Kerkyra. Na deze verhuurperiode verkaste Mitidis naar AEL Limasol. In juli 2019 liet hij Limassol achter zich, waarna hij in januari 2020 tekende voor Panachaiki. Zeven maanden later verkaste de aanvaller naar Levadiakos. Medio 2022 keerde Mitidis terug naar Panachaiki. Een jaar later nam Olympiakos Nicosia hem transfervrij over. AEZ Zakakiou werd medio 2024 de nieuwe werkgever van Mitidis.

## Clubstatistieken
| Seizoen | Club               | Competitie     | Competitie | Competitie | Beker | Beker | Internationaal | Internationaal | Totaal | Totaal |
| Seizoen | Club               | Competitie     | Wed.       | Dlp.       | Wed.  | Dlp.  | Wed.           | Dlp.           | Wed.   | Dlp.   |
| ------- | ------------------ | -------------- | ---------- | ---------- | ----- | ----- | -------------- | -------------- | ------ | ------ |
| 2010/11 | AEK Larnaca        | A Divizion     | 16         | 1          | 0     | 0     | —              | —              | 16     | 1      |
| 2011/12 | AEK Larnaca        | A Divizion     | 14         | 1          | 2     | 1     | 6              | 1              | 40     | 3      |
| 2012/13 | AEK Larnaca        | A Divizion     | 4          | 1          | 0     | 0     | —              | —              | 4      | 1      |
| 2013/14 | AEK Larnaca        | A Divizion     | 33         | 10         | 4     | 0     | —              | —              | 37     | 10     |
| 2014/15 | AEK Larnaca        | A Divizion     | 17         | 10         | 3     | 0     | —              | —              | 20     | 10     |
| 2015/16 | AEK Larnaca        | A Divizion     | 21         | 3          | 5     | 5     | 2              | 0              | 28     | 8      |
| 2016/17 | Roda JC            | Eredivisie     | 16         | 1          | 0     | 0     | —              | —              | 16     | 1      |
| 2016/17 | → AEK Larnaca      | A Divizion     | 14         | 3          | 2     | 1     | —              | —              | 16     | 4      |
| 2017/18 | AEK Larnaca        | A Divizion     | 6          | 1          | 0     | 0     | 6              | 0              | 12     | 1      |
| 2017/18 | → Kerkyra          | Super League   | 12         | 0          | 0     | 0     | —              | —              | 12     | 0      |
| 2018/19 | AEL Limasol        | A Divizion     | 19         | 0          | 3     | 4     | —              | —              | 22     | 4      |
| 2019/20 | Panachaiki         | Super League 2 | 9          | 6          | 0     | 0     | —              | —              | 9      | 6      |
| 2020/21 | Levadiakos         | Super League 2 | 19         | 5          | 0     | 0     | —              | —              | 9      | 6      |
| 2021/22 | Levadiakos         | Super League 2 | 25         | 10         | 1     | 0     | —              | —              | 26     | 10     |
| 2022/23 | Panachaiki         | Super League 2 | 19         | 2          | 1     | 1     | —              | —              | 20     | 3      |
| 2023/24 | Olympiakos Nicosia | B' Kategoria   | 20         | 2          | 1     | 0     | —              | —              | 21     | 2      |
| 2024/25 | AEZ Zakakiou       | B' Kategoria   | 22         | 6          | 0     | 0     | —              | —              | 22     | 6      |
| Totaal  | Totaal             | Totaal         | 286        | 62         | 22    | 12    | 14             | 1              | 322    | 75     |

Bijgewerkt op 11 juli 2025.

## Interlandcarrière
Mitidis maakte zijn debuut in het Cypriotisch voetbalelftal op 16 november 2010, toen met 0–0 gelijkgespeeld werd op bezoek bij Jordanië. De spits mocht van bondscoach Aggelos Anastasiadis na vierenzestig minuten als vervanger voor Marinos Satsias het veld betreden. Vijf jaar later, op 12 juni 2015, won Cyprus met 1–3 op bezoek bij Andorra. Na twee minuten stonden de Cyprioten met 1–0 achter door een eigen doelpunt van Dossa Júnior, maar door drie doelpunten van Mitidis werd de score omgedraaid en wist de spits zijn land de overwinning te schenken.
| Interlands van Nestoras Mitidis voor Cyprus | Interlands van Nestoras Mitidis voor Cyprus | Interlands van Nestoras Mitidis voor Cyprus | Interlands van Nestoras Mitidis voor Cyprus | Interlands van Nestoras Mitidis voor Cyprus | Interlands van Nestoras Mitidis voor Cyprus | Interlands van Nestoras Mitidis voor Cyprus |
| №                                           | Datum                                       | Wedstrijd                                   | Uitslag                                     | Competitie                                  | Goals                                       |                                             |
| Als speler bij AEK Larnaca                  | Als speler bij AEK Larnaca                  | Als speler bij AEK Larnaca                  | Als speler bij AEK Larnaca                  | Als speler bij AEK Larnaca                  | Als speler bij AEK Larnaca                  | Als speler bij AEK Larnaca                  |
| ------------------------------------------- | ------------------------------------------- | ------------------------------------------- | ------------------------------------------- | ------------------------------------------- | ------------------------------------------- | ------------------------------------------- |
| 1                                           | 16 november 2010                            | Jordanië – Cyprus                           | 0 – 0                                       | Vriendschappelijk                           |                                             |                                             |
| 2                                           | 8 februari 2011                             | Cyprus – Zweden                             | 0 – 2                                       | Vriendschappelijk                           |                                             |                                             |
| 3                                           | 9 februari 2011                             | Cyprus – Roemenië                           | 1 – 1                                       | Vriendschappelijk                           |                                             |                                             |
| 4                                           | 29 maart 2011                               | Cyprus – Bulgarije                          | 0 – 1                                       | Vriendschappelijk                           |                                             |                                             |
| 5                                           | 11 november 2011                            | Cyprus – Schotland                          | 1 – 2                                       | Vriendschappelijk                           |                                             |                                             |
| 6                                           | 29 februari 2012                            | Cyprus – Servië                             | 0 – 0                                       | Vriendschappelijk                           |                                             |                                             |
| 7                                           | 16 oktober 2012                             | Cyprus – Noorwegen                          | 1 – 3                                       | WK 2014 kwalificatie                        |                                             |                                             |
| 8                                           | 6 februari 2013                             | Cyprus – Servië                             | 1 – 3                                       | Vriendschappelijk                           |                                             |                                             |
| 9                                           | 6 september 2013                            | Noorwegen – Cyprus                          | 2 – 0                                       | WK 2014 kwalificatie                        |                                             |                                             |
| 10                                          | 11 oktober 2013                             | IJsland – Cyprus                            | 2 – 0                                       | WK 2014 kwalificatie                        |                                             |                                             |
| 11                                          | 15 oktober 2013                             | Cyprus – Albanië                            | 0 – 0                                       | WK 2014 kwalificatie                        |                                             |                                             |
| 12                                          | 5 maart 2014                                | Cyprus – Noord-Ierland                      | 0 – 0                                       | Vriendschappelijk                           |                                             |                                             |
| 13                                          | 27 mei 2014                                 | Japan – Cyprus                              | 1 – 3                                       | Vriendschappelijk                           |                                             |                                             |
| 14                                          | 16 november 2014                            | Cyprus – Andorra                            | 5 – 0                                       | EK 2016 kwalificatie                        |                                             |                                             |
| 15                                          | 28 maart 2015                               | België – Cyprus                             | 5 – 0                                       | EK 2016 kwalificatie                        |                                             |                                             |
| 16                                          | 12 juni 2015                                | Andorra – Cyprus                            | 1 – 3                                       | EK 2016 kwalificatie                        | 14' 45' 53'                                 |                                             |
| 17                                          | 3 september 2015                            | Cyprus – Wales                              | 0 – 1                                       | EK 2016 kwalificatie                        |                                             |                                             |
| 18                                          | 6 september 2015                            | Cyprus – België                             | 0 – 1                                       | EK 2016 kwalificatie                        |                                             |                                             |
| 19                                          | 10 oktober 2015                             | Israël – Cyprus                             | 1 – 2                                       | EK 2016 kwalificatie                        |                                             |                                             |
| 20                                          | 13 oktober 2015                             | Cyprus – Bosnië en Herzegovina              | 2 – 3                                       | EK 2016 kwalificatie                        | 41'                                         |                                             |
| 21                                          | 24 maart 2016                               | Oekraïne – Cyprus                           | 1 – 0                                       | Vriendschappelijk                           |                                             |                                             |
| Als speler bij Roda JC                      |                                             |                                             |                                             |                                             |                                             |                                             |
| 22                                          | 6 september 2016                            | Cyprus – België                             | 0 – 3                                       | WK 2018 kwalificatie                        |                                             |                                             |
| 23                                          | 7 oktober 2016                              | Griekenland – Cyprus                        | 2 – 0                                       | WK 2018 kwalificatie                        |                                             |                                             |
| 24                                          | 10 oktober 2016                             | Bosnië en Herzegovina – Cyprus              | 2 – 0                                       | WK 2018 kwalificatie                        |                                             |                                             |
| 25                                          | 13 november 2016                            | Cyprus – Gibraltar                          | 3 – 1                                       | WK 2018 kwalificatie                        |                                             |                                             |
| Als speler bij AEK Larnaca                  |                                             |                                             |                                             |                                             |                                             |                                             |
| 26                                          | 22 maart 2017                               | Cyprus – Kazachstan                         | 3 – 1                                       | Vriendschappelijk                           | 55'                                         |                                             |
| 27                                          | 25 maart 2017                               | Cyprus – Estland                            | 0 – 0                                       | WK 2018 kwalificatie                        |                                             |                                             |
| 28                                          | 3 juni 2017                                 | Portugal – Cyprus                           | 4 – 0                                       | Vriendschappelijk                           |                                             |                                             |
| 29                                          | 9 juni 2017                                 | Gibraltar – Cyprus                          | 1 – 2                                       | WK 2018 kwalificatie                        |                                             |                                             |
| 30                                          | 7 oktober 2017                              | Cyprus – Griekenland                        | 1 – 2                                       | WK 2018 kwalificatie                        |                                             |                                             |
| 31                                          | 10 november 2017                            | Georgië – Cyprus                            | 1 – 0                                       | Vriendschappelijk                           |                                             |                                             |
| 32                                          | 13 november 2017                            | Armenië – Cyprus                            | 3 – 2                                       | Vriendschappelijk                           |                                             |                                             |
| Als speler bij AEL Limasol                  |                                             |                                             |                                             |                                             |                                             |                                             |
| 33                                          | 21 maart 2019                               | Cyprus – San Marino                         | 5 – 0                                       | EK 2020 kwalificatie                        |                                             |                                             |

Bijgewerkt op 11 juli 2025.

## Erelijst
| Competitie     |             |             |             |             |
| Competitie     | Aantal      | Jaren       |             |             |
| AEL Limasol    | AEL Limasol | AEL Limasol | AEL Limasol | AEL Limasol |
| -------------- | ----------- | ----------- | ----------- | ----------- |
| Kupello Kuprou | 1           | 2018/19     |             |             |
| Levadiakos     |             |             |             |             |
| Super League 2 | 1           | 2021/22     |             |             |